# 科爾馬包圍戰
科爾馬包圍戰（直译：科爾馬口袋，直译：阿爾薩斯橋頭堡）發生於二戰末期的西方戰線，1945年1月下旬到2月初，德國第19軍團在法國阿爾薩斯的科爾馬被法國第1集團軍和支援的美國陸軍第21軍所包圍。2月9日，科爾馬口袋內的德軍全被肅清。